# Laurent Mortel
Laurent Mortel, né le 8 décembre 1974 à Amiens, est un entraîneur de football français.

## Biographie
Laurent Mortel fut d'abord joueur de football dans différents clubs d'Amiens avant de devoir y mettre un terme prématurément. Il devient alors entraîneur à l'US Camon (2005-2010) puis au FC Ailly-sur-Somme Samara (2010-2016) avant d'être responsable du Pôle Élite Féminin du Montpellier HSC et d'entraîner l'équipe réserve (2017-2019). Il dirige en parallèle les équipes féminines des Universités d'Amiens Picardie, puis de Montpellier.
En août 2019, il quitte Montpellier pour devenir sélectionneur de l'équipe nationale haïtienne. Signant un contrat de deux ans, il a alors comme perspective les qualifications aux JO 2020 et à la Coupe du monde 2023. Il ne reste finalement en poste que jusqu'en mars 2020, alors que la pandémie de Covid-19 met en pause les activités de la sélection.
En octobre 2020, il succède à Sébastien Joseph à la tête de l'ASJ Soyaux en assurant l'intérim jusqu'en fin de saison. Étant parvenu à maintenir le club en D1, il devait prolonger son contrat avec Soyaux pour la saison 2021-2022, mais en raison de l'encadrement de la masse salariale imposé par la DNCG Laurent Mortel et son staff décident de quitter le club.
Le 3 juin 2022, il est officiellement nommé entraîneur principal de la section féminine de l’AS Saint-Étienne, deux jours seulement après le dernier match en première division de cette dernière. L’objectif principal étant qu’il fasse rapidement remonter l’équipe en D1 féminine. Après un bel exercice 2022-2023 assurant la montée de l'équipe, il offre même un titre de championnes aux Vertes.
Durant le mercato estival en 2023, il enregistre la venue de plusieurs recrues d'expérience internationale, notamment d'origine européenne. À l'issue de la saison 2023-2024, malgré le départ précoce de nombreuses joueuses de l'effectif au mercato hivernal 2024, il arrive à maintenir l'équipe pour son retour dans l'élite. Il est prolongé fin mai 2024.

## Statistiques
| Saison    | Club       | Championnat | Championnat | Championnat | Championnat | Championnat | Coupe nationale | Coupe nationale | Coupe nationale | Coupe nationale | Total  | Total | Total | Total | % Victoires |
| Saison    | Club       | Division    | Matchs      | V           | N           | D           | Matchs          | V               | N               | D               | Matchs | V     | N     | D     | % Victoires |
| --------- | ---------- | ----------- | ----------- | ----------- | ----------- | ----------- | --------------- | --------------- | --------------- | --------------- | ------ | ----- | ----- | ----- | ----------- |
| 2020-2021 | ASJ Soyaux | Division 1  | 15          | 3           | 2           | 10          | 1               | 0               | 0               | 1               | 16     | 3     | 2     | 11    | 18,75 %     |